# ورليات العيون
ورليات العيون (الاسم العلمي:†Varanopidae) هي فصيلة منقرضة من الحيوانات تتبع رتبة البليكوصوريات من طائفة شبيهات الزواحف.

## التصنيف
- تحت فصيلة ورلاوات العيون
  - ورلي العيون
  - ورلي الأسنان
  - الواتنغية
  - الزحافة النحاسية
- تحت فصيلة الزحافات المنخرية
  - الزحافة المنخرية
  - الزحافة المتوسطة
  - زحافة السبخات

## صور

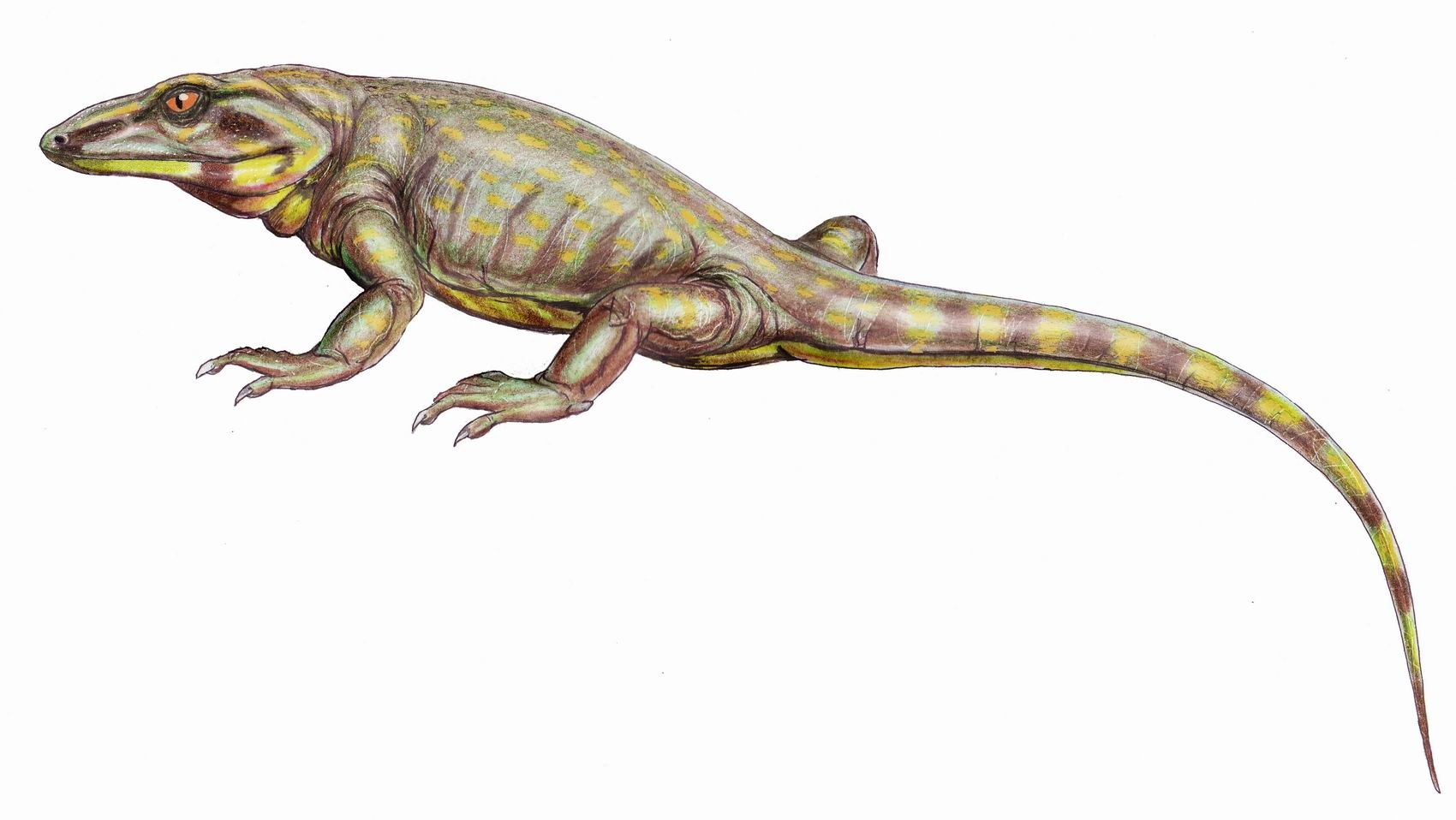
ورلي الأسنان السريع
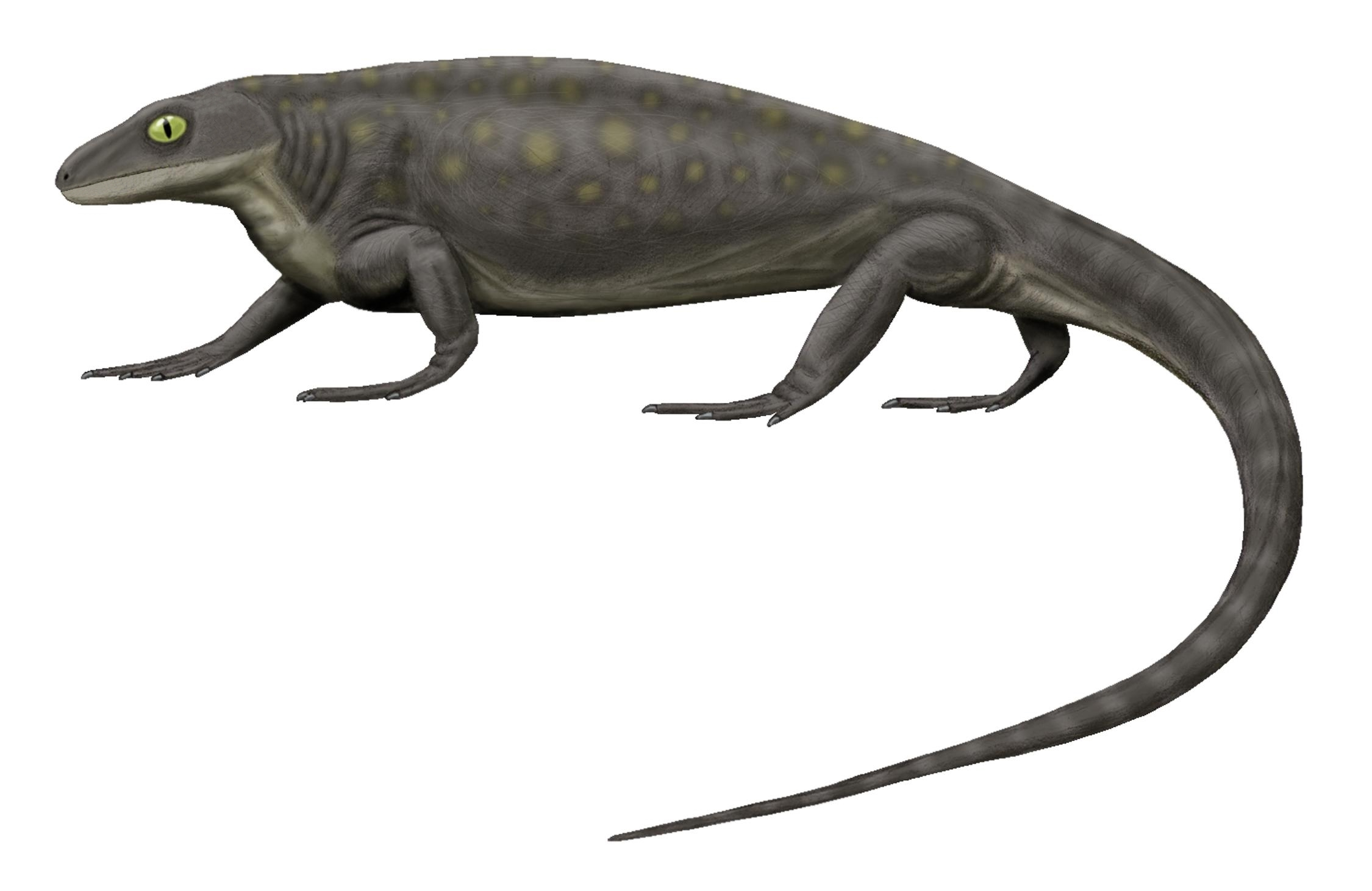
زحافة نحاسية ويليسية
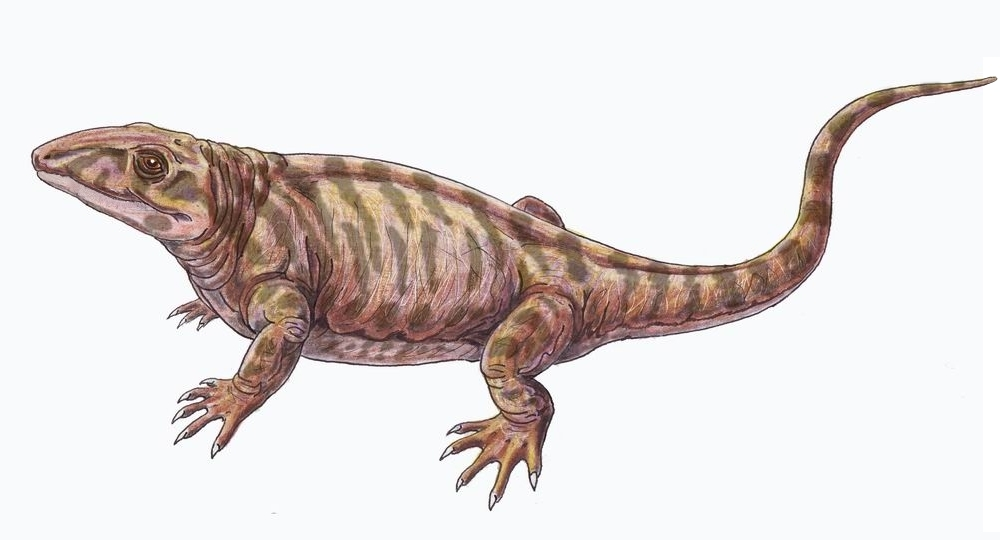
ورلي العيون قصير المنقار
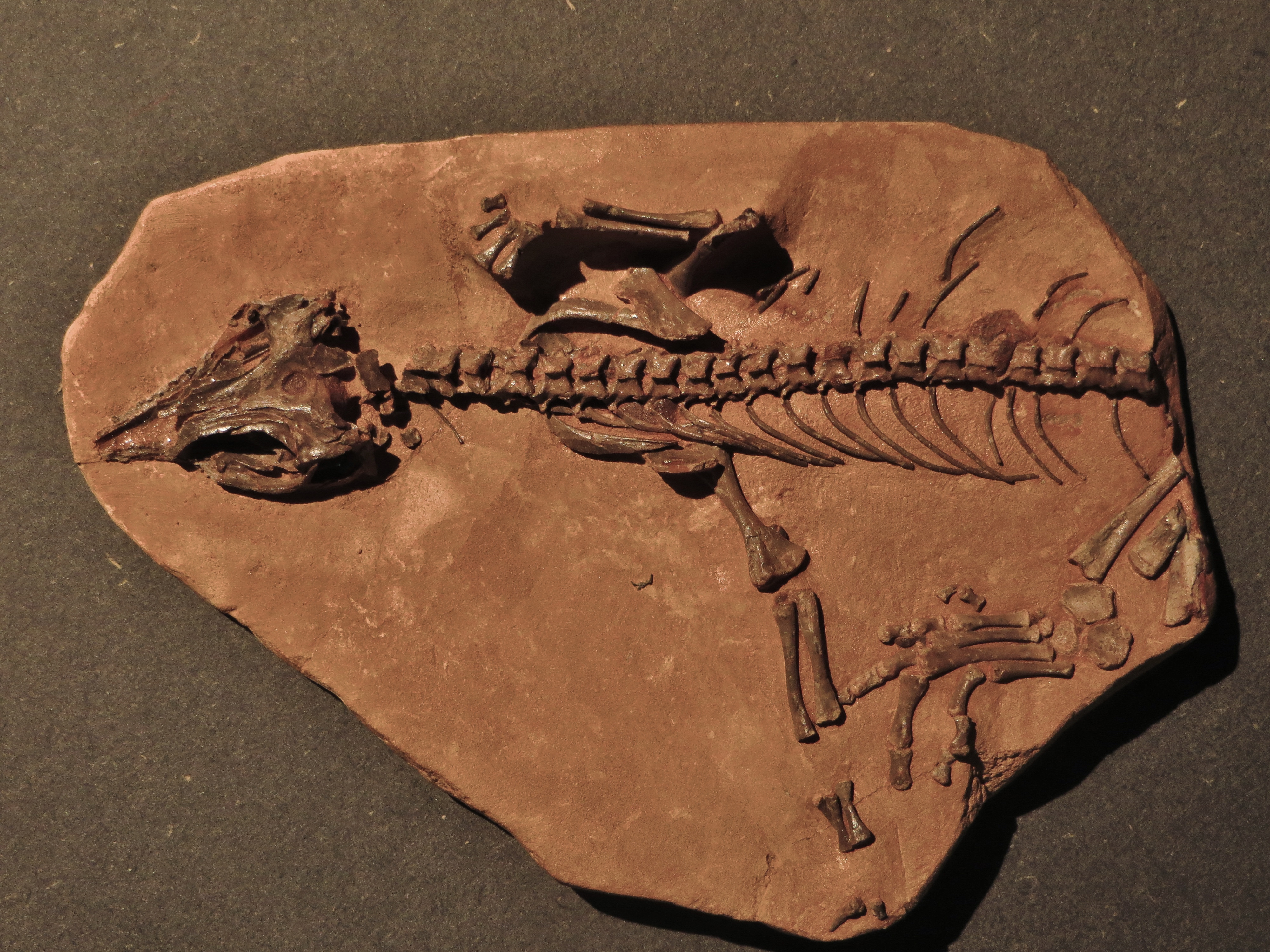
هيكل أحفوري لزحافة متوسطة رومرية
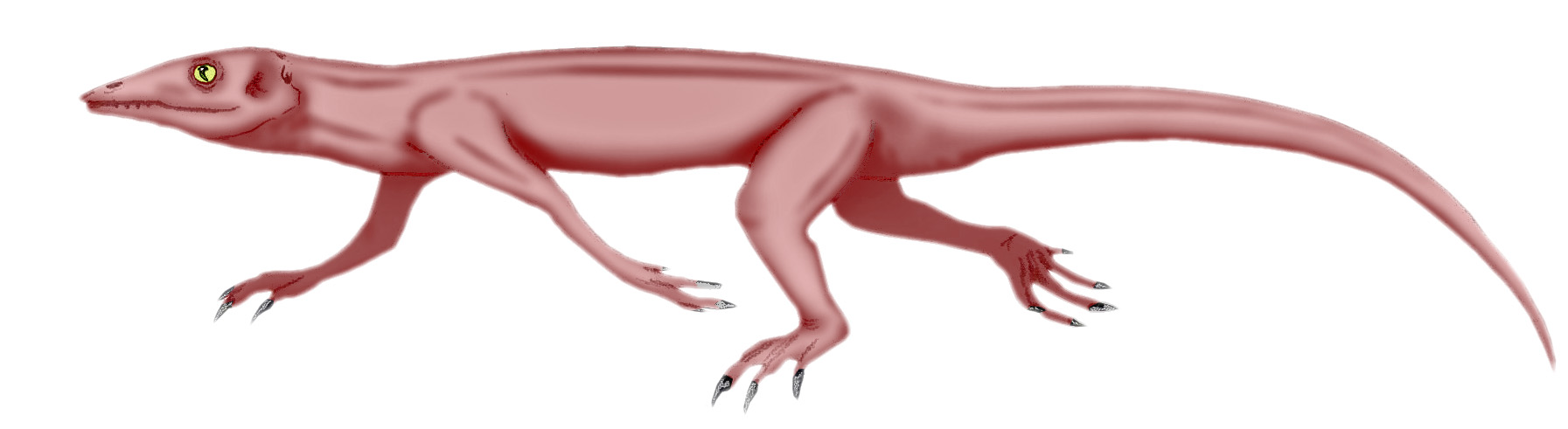
صورة متخيلة لزحافة السبخات